# فيجيتوموماب
فيجيتوموماب (بالإنجليزية: Figitumumab)‏ هو جسم مضاد وحيد النسيلة أجريت عليه التجارب السريرية لعلاج عدد من أنواع السرطان مثل سرطانة القشرة الكظرية وسرطانة الرئة غير صغيرة الخلايا.
فيجيتوموماب طورته فايزر.
علّقت المرحلة الثالثة من التجارب السريرية لعلاج سرطانة خلايا الرئة غير الصغيرة في كانون الأول 2009 بسبب حالات الوفيات المرتفعة، لكن بقيت الدراسات استمرت.
التجارب السريرية لاستخدامه في علاج سرطان الثدي بدأت بعد ذلك.